# Mosasaurus hoffmannii
Мозазавр Гоффмана (Mosasaurus hoffmannii) — типовий вид роду мозазаврів, вперше виявлений у маастрихті Нідерландів, а також найбільший вид роду і, можливо, всієї родини мезозаврових — окремі представники могли виростати понад 15-20 метрів завдовжки. У 1822 році Вільям Даніель Конібер назвав рід Mosasaurus на ім'я річки Маас (Mosa)